# Johan Irgens-Hansen
Johan Daniel Irgens-Hansen (1854–1895) fue un crítico literario, crítico de teatro, director de teatro, jefe de teatro y traductor noruego. Escribió críticas de teatro para los periódicos Norske Intelligenssedler y Dagbladet. Irgens-Hansen fue jefe de teatro y director en Den Nationale Scene desde 1890 hasta 1895. Sucedió a Gunnar Heiberg y fue sucedido por Olaf Mørch Hansson como jefe de teatro. Sus hermanos fueron Gerhard Henrik Armauer Hansen y Klaus Hanssen.

## Teatro

### Dramaturgo
| Año  | Obra          | Teatro              | Ref.  |
| ---- | ------------- | ------------------- | ----- |
| 1893 | En Fødselsdag | Den Nationale Scene | [ 4 ] |
| 1888 | Marie Iversen | Den Nationale Scene | [ 5 ] |

### Traductor (selección)
| Año  | Obra             | Título original         | Tipo    | Autor                                         | Teatro              | Ref.  |
| ---- | ---------------- | ----------------------- | ------- | --------------------------------------------- | ------------------- | ----- |
| 1891 | Salig Toupinel   |                         | comedia | Alexandre Bisson                              | Den Nationale Scene | [ 6 ] |
| 1891 | Støvere          |                         | comedia |                                               | Den Nationale Scene | [ 7 ] |
| 1890 | Ernest           | Ernest                  | comedia | Louis Clairville y Francois Jean-P. Gastineau | Den Nationale Scene | [ 8 ] |
| 1890 | Polykrates´ Ring | Der Ring des Polykrates | comedia | Heinrich Teweles                              | Den Nationale Scene | [ 9 ] |

### Director (selección)
| Año  | Obra       | Autor          | Teatro              | Ref.   |
| ---- | ---------- | -------------- | ------------------- | ------ |
| 1890 | Gengangere | Henrik Ibsen   | Den Nationale Scene | [ 10 ] |
| 1890 | Fælles Sag | Emma Gad       | Den Nationale Scene | [ 11 ] |
| 1890 | Kong Midas | Gunnar Heiberg | Den Nationale Scene | [ 12 ] |